# Journée internationale des personnes non binaires
La Journée internationale des personnes non binaires (aussi appelée journée internationale de visibilité non binaire) est célébrée chaque année le 14 juillet et vise à sensibiliser aux problèmes rencontrés par les personnes non binaires à travers le monde et favoriser la compréhension. La non-binarité, ou le fait d'être genderqueer, regroupe les différentes identités de genre qui ne s'inscrivent pas dans la norme binaire, c'est-à-dire les personnes qui ne s'identifient ni strictement homme, ni strictement femme, mais entre les deux, un mélange des deux, ou aucun des deux,. La journée, instituée par Human Right Campaign (HCR), est célébrée pour la première fois en 2012,.  La date choisie se situe entre la Journée internationale de l'homme (19 novembre) et la Journée internationale des femmes (8 mars),,.  
La semaine de sensibilisation non binaire est la semaine commençant le dimanche ou le lundi précédant la Journée internationale des personnes non binaires le 14 juillet,. Il s'agit d'une période de sensibilisation LGBTQ+ dédiée à ceux qui ne se reconnaissent pas dans la binarité de genre,.  
La journée internationale des personnes non-binaires fait partie des journées de sensibilisation trans.  
La plupart des pays dans le monde ne reconnaissent pas la non-binarité comme un genre légal, ce qui signifie que la plupart des personnes non binaires ont toujours un passeport et une pièce d'identité officielle mal genrés. L’Australie, le Bangladesh, le Canada, le Danemark, l'Allemagne, les Pays-Bas et la Nouvelle-Zélande incluent des options de genre non binaires sur les passeports, et 23 états américains plus Washington DC autorisent les résidents à marquer leur sexe comme « X » sur leur permis de conduire.